# RMS Lancastria
O RMS Lancastria foi um transatlântico britânico requisitado pelo governo do Reino Unido durante a Segunda Guerra Mundial . O navio foi afundado em 17 de junho de 1940 durante uma Operação Aérea. Tendo recebido uma ordem de emergência para evacuar cidadãos e tropas britânicas da França, o navio foi carregado bem além da sua capacidade de 1.300 passageiros. Estimativas modernas sugerem que entre 4.000 e 7.000 pessoas morreram durante o naufrágio, e foi considerada a maior perda de vidas de um único navio na história marítima britânica. É a maior perda de vidas no naufrágio de um único navio britânico, ceifando mais vidas do que as perdas combinadas do RMS Titanic (1.523 passageiros e tripulantes) e do RMS Lusitania (1.200 passageiros). Teve também o maior número de mortos para as forças do Reino Unido em um único confronto em toda a Segunda Guerra Mundial.

## Carreira

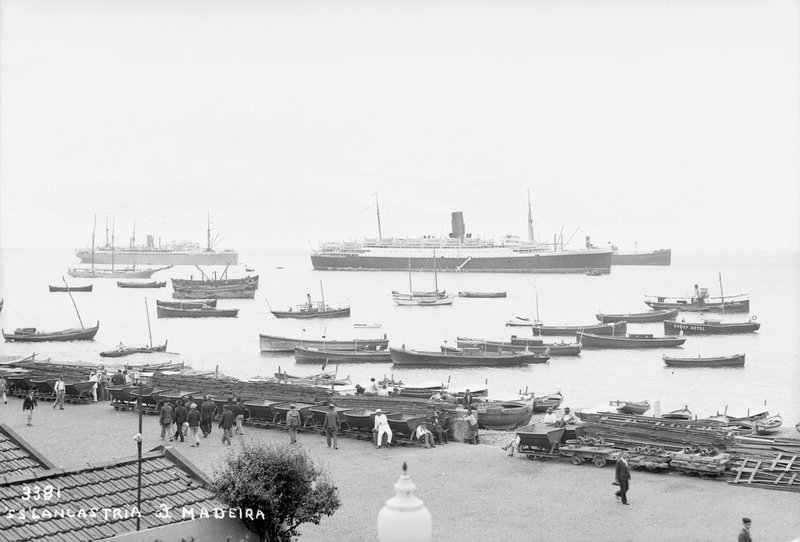
O RMS Lancastria (no centro) no Funchal, Madeira, c. 1930.

O navio foi lançado em 1920 como RMS Tyrrhenia por William Beardmore and Company of Dalmuir no rio Clyde para a Anchor Line, essa empresa era uma subsidiária da Cunard Line. Ele tinha um navio irmão, o RMS Cameronia, que a Beardmore havia construído para a Anchor Line no ano anterior. Tirrenia era 16,243 toneladas registradas brutas, 578 pés (176 metros) de comprimento e podia transportar 2.200 passageiros em três classes. Ela fez sua viagem inaugural entre Glasgow, na Escócia, e Quebec City – Montreal, no Canadá, em 19 de junho de 1922.
Em 1924, O navio foi reformado para duas classes e renomeada como RMS Lancastria depois que os passageiros reclamaram que não conseguiam pronunciar o nome anterior Tyrrhenia corretamente; (a saber: RP /tjuːˈriːniɑː/ conforme o apelido da tripulação do navio: "A  Antiga Terrina de Sopa".
O navio navegou em rotas regulares entre Liverpool e Nova York até 1932, e então foi usado como navio de cruzeiro no Mar Mediterrâneo e no Norte da Europa. Em 10 de outubro de 1932, o Lancastria resgatou a tripulação do cargueiro belga, o SS Scheldestad, que havia sido evacuado e afundado no Golfo da Biscaia, localizado no Oceano Atlântico. Em 1934, os escoteiros católicos da Irlanda fretaram o Lancastria para uma peregrinação em Roma, na Itália. Em maio de 1936, o Lancastria realizou uma viagem de cruzeiro especialmente encomendado para visitar memoriais de guerra em Malta, Salônica, cidade na Macedônia (região da Grécia), Galípoli, na Trácia Oriental, e Istambul, na Turquia. Os passageiros desta viagem do Lancastria incluíam o almirante da frota, Roger Keyes, o marechal de campo William Birdwood e o comodoro Edward Unwin.
Com a eclosão da Segunda Guerra Mundial, em setembro de 1939, O Lancastria estava nas Bahamas. Ela recebeu ordens de navegar de Nassau até Nova York para passar por reformas, pois havia sido requisitado como um navio de tropas, tornando-se o HMT Lancastria. Os acessórios desnecessários que tinham no navio foram removidos, e ele foi repintado em cor cinza encouraçado, as vigias foram pintadas com cores escurecidas e uma arma de 4 polegadas foi instalada. Ela foi usada pela primeira vez para transportar homens e suprimentos entre o Canadá e o Reino Unido. Em abril de 1940, ele foi um dos vinte navios de tropa na Operação Alfabeto, a evacuação das tropas da Noruega, e foi bombardeado na viagem de volta, embora tenha escapado dos danos. Pouco depois, o Lancastria transportou tropas para consolidar a invasão da Islândia. Retornando a Glasgow, o capitão Rudolph Sharp, do Lancastria, solicitou que os excessos de óleo em seus tanques fosse removidos, mas não houve tempo suficiente antes que ele fosse enviada para Liverpool para algumas reformas novamente. Algum dos membros da tripulação foram dispensados ou afastados do navio. 

## Perda total

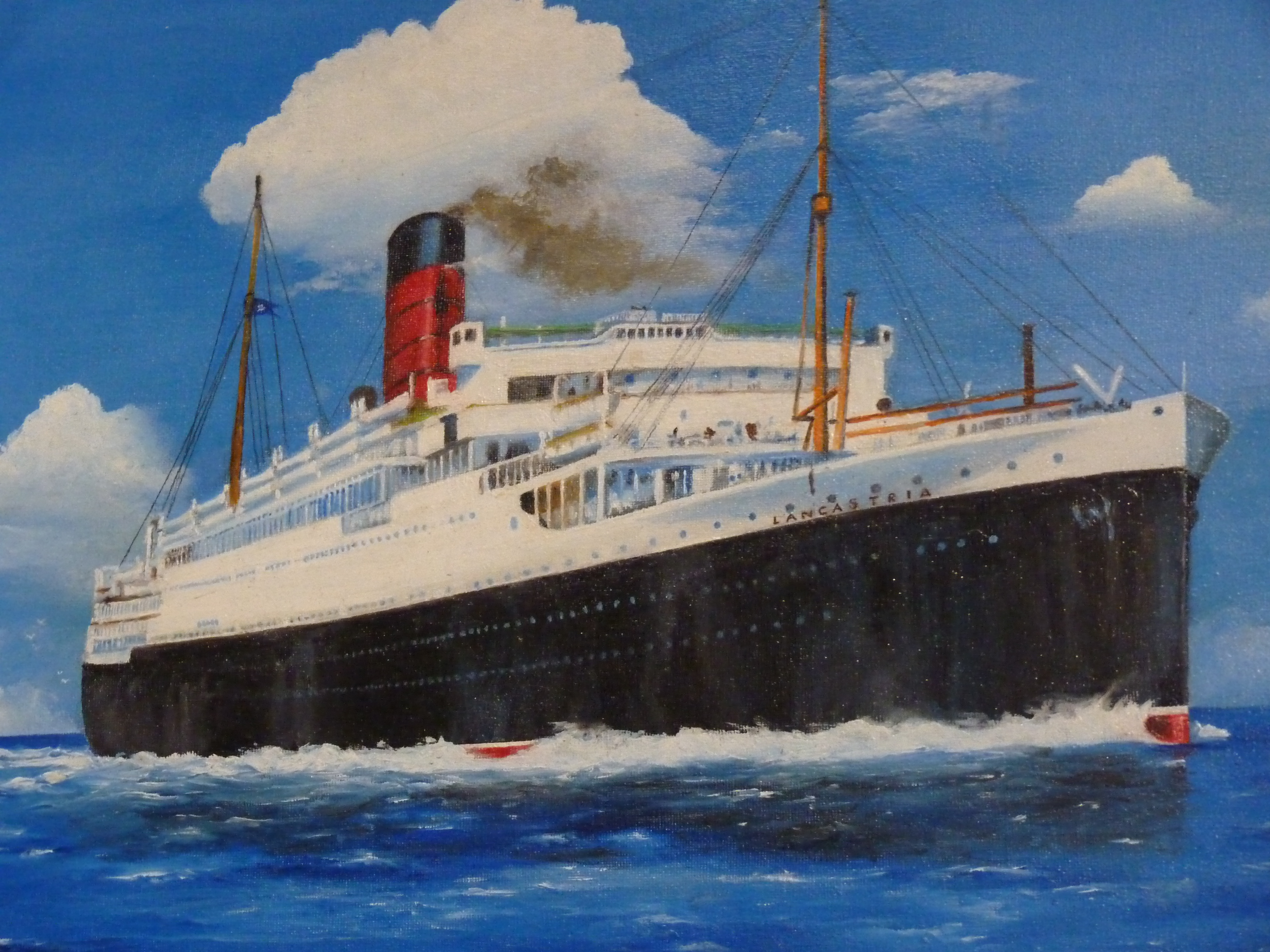
Pintura do Lancastria na Igreja da Guilda de St Katharine Cree, Leadenhall Street, em Londres EC3

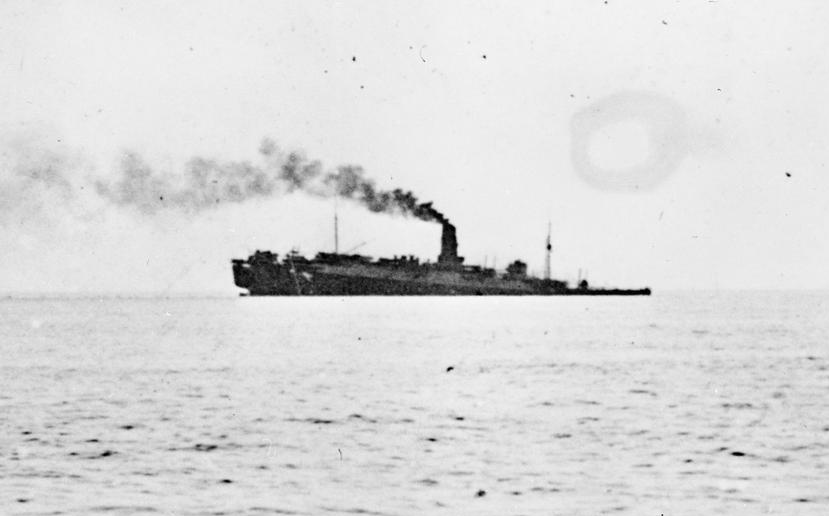
O Lancastria afundando em Saint-Nazaire

O Lancastria foi afundado por ataques aéreos em 17 de junho de 1940, ao largo do porto francês de St. Nazaire enquanto participava das Operações Aéreas, a evacuação de cidadãos e tropas britânicas da França, duas semanas após a Operação Dínamo.

### Viagem de ida
Poucas horas depois de atracar em Liverpool, o Lancastria foi chamado de volta ao mar urgentemente; anúncios em alto-falantes na principal estação ferroviária começaram a chamar com sucesso quase todos os membros da tripulação;  o navio chegou a cidade de Plymouth em 15 de junho, para aguardar ordens do capitão e da tripulação. O navio foi originalmente enviado para a Baía francesa de Quiberon como parte da Operação Aérea, que foi a evacuação do restante da Força Expedicionária Britânica que havia sido isolada ao sul do avanço alemão através da França, totalizando cerca de 124.000 homens, principalmente tropas de apoio logístico, de vários portos no oeste da França. Acompanhando o Lancastria estava o transatlântico de 20.341 toneladas, o RMS Franconia. Ao descobrir que o navio não era necessário para a evacuação de Lorient, o capitão do Lancastria, Rudolph Sharp, foi enviado em direção ao porto de St. Nazaire, onde muitas outras tropas esperavam para serem levantadas e carregadas nos porões de carga do navio. Mas foi quando de repente, no meio do caminho, um ataque aéreo danificou o Franconia, que teve que voltar para à Inglaterra para reparos, e deixando o Lancastria continuar prosseguindo sozinho. O navio chegou à foz do estuário do Rio Loire no final de 16 de junho. Como o acesso ao porto deve ser feito ao longo de um canal de maré, o Lancastria ancorou nas estradas de Charpentier, a cerca de 8,0 km ao sudoeste de St. Nazaire, às 04:00 da manhã do dia 17 de junho,  junto com cerca de trinta outros navios mercantes de todos os tamanhos no local. 

### Embarque
No início da manhã, três oficiais da Reversa Naval Britânica subiram a bordo do navio para perguntar quantas tropas o Lancastria poderia levar. Seu complemento normal na configuração do navio de tropas era de 2.180, incluindo 330 tripulantes; no entanto, o capitão Sharp trouxe 2.653 homens de volta da Noruega, então ele respondeu que poderia levar 3.000 "em um aperto". Disseram-lhe que deveria levar o maior número possível "sem levar em conta os limites do Direito Internacional".  As tropas foram transportadas para Lancastria e outros navios maiores por destróieres, rebocadores, barcos de pesca e outras pequenas embarcações,  uma viagem de ida e volta de três ou quatro horas, às vezes sendo metralhadas por aeronaves alemãs, embora aparentemente sem vítimas.  No meio da tarde de 17 de junho, ela havia embarcado um número desconhecido (as estimativas variam de 4.000 a 9.000)  tropas de linha de comunicação (incluindo soldados Pioneer e Royal Army Service Corps ) e pessoal da Royal Air Force, junto com cerca de quarenta refugiados civis, incluindo funcionários da embaixada e funcionários da Fairey Aviation da Bélgica com as suas famílias.  As pessoas estavam amontoadas em todos os espaços disponíveis, incluindo os grandes porões de carga. Um oficial da Royal Engineers relatou que um dos oficiais de carregamento de Lancastria lhe disse que mais de 7.200 pessoas haviam embarcado. O capitão Sharp estimou o número em 5.500. 

### O Afundamento

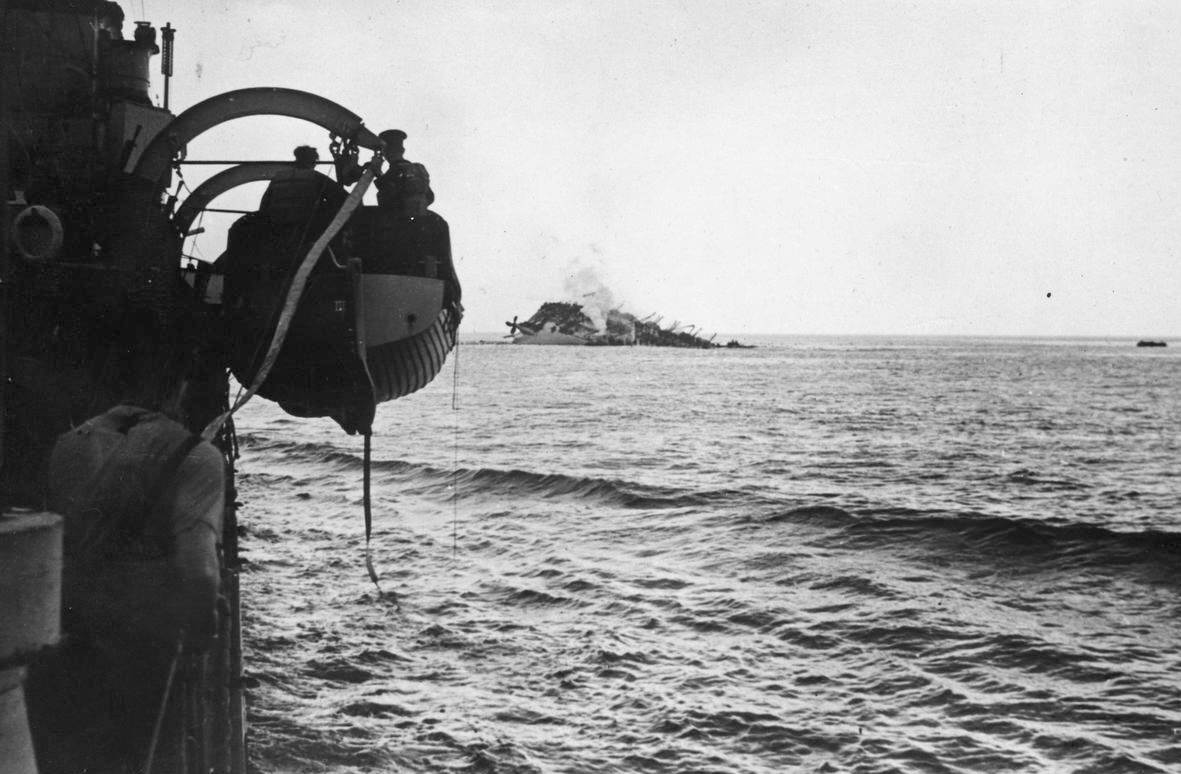
O Lancastria afundando em Saint-Nazaire visto de um navio de resgate

Um novo ataque aéreo começou às 15h50 por um bombardeiro Junkers Ju 88 de Kampfgeschwader 30. O Lancastria foi atingido por três ou possivelmente quatro bombas. Vários sobreviventes relataram que uma bomba caiu no única chaminé do navio, o que é mais provável, dada a velocidade com que o navio afundou - cerca de 15 a 20 minutos. O testemunho de um oficial de engenharia, Frank Brogden, que estava na sala de máquinas na época, contradiz isso. O relato de Brogden afirma que uma bomba caiu perto do funil e entrou no porão número 4. Duas outras bombas caíram nos porões número 2 e número 3, enquanto uma quarta pousou perto do lado bombordo do navio, rompendo os tanques de óleo e combustível, embora mesmo com esses danos, o navio deveria ter permanecido flutuando por mais tempo, a menos que o relatório de a bomba na chaminé era verdade.  Quando o navio começou a tombar para estibordo, a tripulação tinha dado as ordens para que os homens no convés se deslocassem para bombordo na tentativa de neutralizá-lo, mas isso causou um tombamento do navio para bombordo que não podia ser corrigido.  O navio estava equipado com dezesseis botes salva-vidas e 2.500 coletes salva-vidas ;  mas muitos dos barcos não puderam ser lançados porque foram danificados no bombardeio ou devido ao ângulo do casco. O primeiro barco estava cheio de mulheres e crianças, mas virou ao pousar na água e um segundo teve de ser baixado para eles. Um terceiro barco teve o fundo perfurado ao pousar rápido demais. Um grande número de homens que pularam pela lateral morreram ao bater na lateral do casco do navio, ou tiveram o pescoço quebrado gravemente pelos coletes salva-vidas ao atingirem a água.  Quando o Lancastria começou a afundar, alguns dos passageiros que ainda estavam a bordo conseguiram subir para a parte inferior do navio. De acordo com alguns relatos, ouviu-se que estes cantavam músicas como: ' Roll Out the Barrel ' e ' There'll Always Be an England ', enquando o Lancastria afundava, embora alguns sobreviventes neguem veementemente isso.  O navio afundou às 16h12 da tarde, vinte minutos após ser atingido pelas bombas de forças aéreas,  o que deu pouco tempo para que outras embarcações respondessem. Muitos dos passageiros que estavam na água afogaram-se porque não havia coletes salva-vidas suficientes, ou morreram de hipotermia, ou foram sufocados por óleo combustível do navio.  De acordo com Jonathan Fenby em seu livro "The Sinking of the Lancastria", uma aeronave alemã teria metralhado os sobreviventes na que estavam na água. 
Os sobreviventes foram levados a bordo de outros navios de evacuação britânicos e aliados, a traineira HMT Cambridgeshire resgatando 900.  O capitão WG Euston recomendou vários membros de sua tripulação para prêmios, incluindo Stanley Kingett por "fazer repetidas viagens em um barco salva-vidas para resgatar homens exaustos da água enquanto estavam sob fogo de metralhadora de aviões inimigos", e William Perrin por "manter a máquina contínua - tiros de arma de fogo na tentativa de evitar que aviões inimigos metralhem homens na água. Rudolph Sharp sobreviveu ao naufrágio e passou a comandar o RMS Laconia, perdendo a vida em 12 de setembro de 1942 no incidente do Lacônia, na África Ocidental.

#### Vítimas estimadas do naufrágio
Houve 2.477 sobreviventes, dos quais cerca de 100 ainda estavam vivos em 2011. Muitas famílias dos mortos sabiam apenas que morreram com a Força Expedicionária Britânica; o número de mortos foi responsável por cerca de um terço das perdas totais do BEF na França. Ela afundou por volta 5 milhas náuticas (9,3 km) ao sul de Chémoulin Point nas estradas Charpentier, cerca de 9 milhas náuticas (17 km) de St. A Associação Lancastria nomeia 1.738 pessoas que foram mortas. Em 2005, O autor Fenby escreveu que as estimativas do número de mortos variam de menos de 4,000 to 6,500 pessoas, embora também se estime que cerca de 7.000 pessoas morreram, a maior perda de vidas na história marítima britânica, às vezes é considerada a segunda pior perda. de vida no mar (embora com as estimativas dos piores naufrágios como o Goya também sendo de 7.000, não se sabe o que é pior. 

### Disponibilidade de informações
A imensa perda de vidas no naufrágio do Lancastria foi tal que o primeiro-ministro britânico, Winston Churchill, suprimiu imediatamente a notícia do desastre através do sistema D-Notice,  dizendo à sua equipa que "Os jornais já têm desastre suficiente por hoje, pelo menos". Em suas memórias, Churchill afirmou que pretendia divulgar a notícia alguns dias depois, mas que os acontecimentos na França "nos amontoaram tão negros e tão rapidamente que esqueci de suspender a proibição". 
O naufrágio foi anunciado naquela noite durante o programa de rádio de propaganda nazista em inglês "Germany Calling", por seu apresentador William Joyce, mais conhecido como " Lord Haw-Haw "; no entanto, suas afirmações eram notoriamente pouco confiáveis e tinham pouco crédito público.  A história foi finalmente divulgada nos Estados Unidos pela Press Association em 25 de julho, no The New York Times, e no dia seguinte na Grã-Bretanha pelo The Scotsman, mais de cinco semanas após o naufrágio. Outros jornais britânicos cobriram a história, incluindo o Daily Herald (também em 26 de julho), que publicou a história na primeira página, e o Sunday Express em 4 de agosto; este último incluía uma fotografia do navio naufragado com o casco virado alinhado com homens sob o título "Últimos momentos da maior tragédia marítima de todos os tempos". Todas as fotografias do naufrágio foram tiradas por Frank Clements, um lojista voluntário a bordo do HMS Highlander, que estava isento dos regulamentos que proíbem o uso de câmeras pelo pessoal de serviço. 
No entanto, houve relatos anteriores sobre o naufrágio e a escala do desastre por parte de sobreviventes em jornais britânicos locais. HJ Cooper é citado no Chelmsford Chronicle de 28 de junho: "Receio que milhares de pessoas morreram, mas diga ao mundo que eles cantaram 'Roll out the Barrel' enquanto morriam." O soldado Ronald Herbert Yorke (Sherwood Foresters) é citado no Ripley and Heanor News em 5 de julho: "Centenas de meus amigos foram presos lá embaixo. Eles não tiveram chance porque o navio afundou em 15 minutos. Aqueles que escaparam foram metralhado na água". Após a guerra, a Associação de Sobreviventes do Lancastria foi fundada pelo Major Peter Petit, mas isso caducou com sua morte em 1969. Foi reformado em 1981 como The HMT Lancastria Association e continua a tradição de um desfile e serviço de lembrança na Igreja de St Katherine Cree, na cidade de Londres, onde há um vitral memorial. [13] A Associação Lancastria da Escócia foi formada em 2005 e realiza seu serviço anual na Igreja Oeste de São Jorge em Edimburgo.
Em Julho de 2007, outro pedido de documentos na posse do Ministério da Defesa (MoD) relacionados com o naufrágio foi rejeitado pelo governo britânico. A Associação Lancastria da Escócia fez um novo pedido em 2009. Foi-lhes dito que a libertação ao abrigo da FOIA não seria concedida devido a diversas isenções.  Face à campanha contínua de familiares, o Ministério da Defesa declarou em 2015 que todos os documentos conhecidos já tinham sido divulgados há muito tempo através dos Arquivos Nacionais . Em 17 de junho de 2010 (70º aniversário do naufrágio) Janet Dempsey deu uma palestra no Arquivo Nacional intitulada "Tragédia Esquecida: A Perda do HMT Lancastria". Isso se baseou em todas as informações conhecidas mantidas em Kew. Uma transcrição e um podcast estão disponíveis no site do Arquivo Nacional.

### Estado de destruição
O Governo do Reino Unido não transformou o local num túmulo de guerra ao abrigo da Lei de Protecção de Restos Militares de 1986, afirmando que não tem jurisdição sobre as águas territoriais francesas. No início do século 21, o governo francês colocou uma zona de exclusão ao redor do local do naufrágio. Um memorial à beira-mar em St Nazaire foi inaugurado em 17 de junho de 1988, "em memória orgulhosa de mais de 4.000 que morreram e em memória do povo de Saint Nazaire e distritos vizinhos que salvaram muitas vidas, cuidaram de feridos e deram um enterro cristão às vítimas". Lancastria é representado no National Memorial Arboretum em Staffordshire por um carvalho sênsil e uma placa. [15]
A Associação Lancastria da Escócia iniciou uma campanha em 2005 para garantir um maior reconhecimento pela perda de vidas a bordo do Lancastria e o reconhecimento da resistência dos sobreviventes naquele dia. Solicitou ao governo britânico que o local do naufrágio fosse designado como túmulo oficial de guerra marítima. O Governo não o fez porque estava dentro das águas territoriais francesas, fora da jurisdição da Lei. A campanha recebeu apoio de todos os partidos, mas o Ministério da Defesa disse que tal medida seria "puramente simbólica" e não teria efeito. Em 2006, 14 naufrágios adicionais afundados na Batalha da Jutlândia foram designados como sepulturas de guerra, mas o Lancastria não.
O Ministério da Defesa declarou em 2015 que "como o governo francês forneceu um nível adequado de proteção do local do RMS Lancastria é através da lei francesa e é formalmente considerado um túmulo marítimo militar pelo Ministério da Defesa, acreditamos que o naufrágio tem o status formal e a proteção que merece. "

## Legado

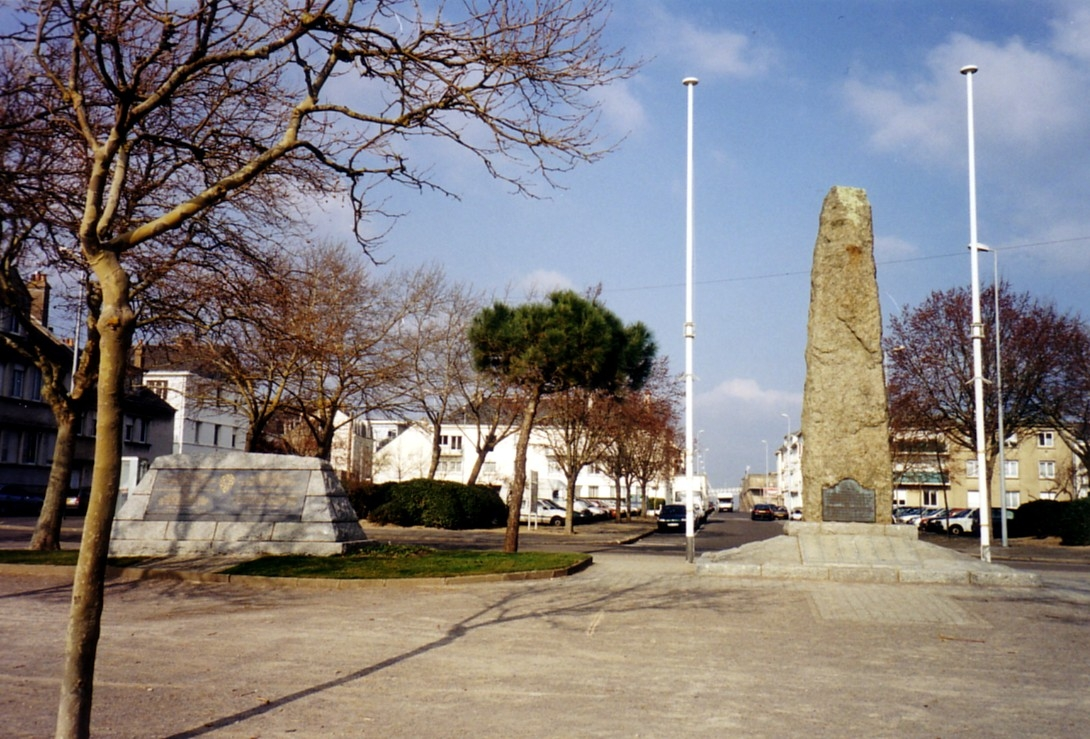
Memoriais do naufrágio do Lancastria e da Operação Chariot

Todos os militares mortos durante a Segunda Guerra Mundial são registrados pela Comissão de Túmulos de Guerra da Commonwealth e eram conhecidos por terem perdido a vida em Lancastria ; Foram registrados 1.816 sepultamentos, mais de 400 deles na França. 
Os militares britânicos desaparecidos no naufrágio de Lancastria (aqueles cujos corpos não foram recuperados ou não puderam ser identificados) são comemorados em vários memoriais da Commonwealth War Graves Commission (aqueles identificados foram enterrados em cemitérios e estão marcados com lápides da Comissão). Existem vários túmulos de guerra da Commonwealth (alguns com nomes de soldados mortos do Pioneer Corps, mas muitos comemorados como desconhecidos) em portos de pesca nas ilhas francesas de Île de Ré e Île d'Oléron (cemitérios em Saint-Martin-de-Ré, Saint-Trojan-les-Bains, Saint-Clément-des-Baleines, Ars-en-Ré e outros) com sepulturas datadas de 17 de junho de 1940. É provável que os corpos destes homens tenham sido recuperados no Golfo da Biscaia por pescadores franceses e trazidos de volta aos seus portos de origem para serem enterrados. Cerca de 700 desaparecidos da Força Expedicionária Britânica são homenageados no Memorial de Dunquerque. Os mortos desaparecidos que serviram na Marinha são comemorados nos memoriais navais de Chatham, Plymouth e Portsmouth, com os marinheiros mercantes desaparecidos nomeados no Tower Hill Memorial, e os aviadores desaparecidos que afundaram com o navio, listados no Runnymede Memorial.
De acordo com a orientação oficial emitida pelo governo escocês, os destinatários da medalha podem usar a medalha em público junto com suas outras medalhas de campanha. O Ministério da Defesa continua a recusar-se a homenagear oficialmente as vítimas da Lancastria ou os sobreviventes que sofreram esse dia. A medalha está sujeita a pedido formal e aberta a todos os sobreviventes que estavam a bordo do Lancastria em 17 de junho de 1940. Parentes de vítimas também podem reivindicar a medalha, desde que possam fornecer provas de que seu parente estava a bordo do navio. Estima-se que 400 escoceses estavam entre os 4.000 mortos quando o Lancastria foi atacado e afundado. O Governo escocês decidiu avançar face à "escala única" da tragédia e porque os sucessivos governos britânicos se recusaram a comemorar a catástrofe.
A Associação também organiza o maior serviço memorial para as vítimas no Reino Unido. O culto, que conta com a presença de sobreviventes e familiares de vítimas e sobreviventes, juntamente com representantes dos governos francês e escocês e várias organizações de veteranos, é realizado no sábado mais próximo do aniversário de 17 de junho de cada ano na Igreja Oeste de St. George, em Edimburgo.
Em junho de 2010, para marcar o 70º aniversário do naufrágio, cerimônias especiais e serviços de memória foram realizados em Edimburgo e Saint-Nazaire. Como o 100º aniversário do naufrágio do RMS Titanic ocorreu em 2012, novos apelos foram feitos para o reconhecimento oficial pelo governo do Reino Unido do pior desastre marítimo de todos os tempos da Grã-Bretanha, a perda do Lancastria. O dia do 75º aniversário da perda de Lancastria foi marcado no Parlamento de Westminster em 17 de junho de 2015 nas Perguntas do Primeiro Ministro pelo Chanceler do Tesouro, George Osborne, que substituiu o Primeiro Ministro. Osborne disse sobre o naufrágio: "Foi mantido em segredo na época por razões de sigilo do tempo de guerra, mas acho que é apropriado hoje nesta Câmara dos Comuns lembrar todos aqueles que morreram, aqueles que sobreviveram e aqueles que os lamentam."
Em junho de 2008, o primeiro lote de medalhas comemorativas foi entregue aos sobreviventes e familiares das vítimas e sobreviventes; a Medalha Comemorativa HMT Lancastria, que representava o "reconhecimento oficial do governo escocês" do desastre do Lancastria . A medalha foi desenhada por Mark Hirst, neto do sobrevivente do naufrágio do Lancastria, Walter Hirst. A inscrição no verso da medalha diz: "Em reconhecimento ao sacrifício final das 4.000 vítimas do pior desastre marítimo de todos os tempos na Grã-Bretanha e à resistência dos sobreviventes - vamos nos lembrar deles". A frente da medalha representa Lancastria com o texto "HMT Lancastria - 17 de junho de 1940". A fita da medalha tem fundo cinza com faixa central vermelha e preta, representativa das cores do navio durante a guerra e da marinha mercante. A Associação Lancastria da Escócia iniciou uma campanha em 2005 para garantir um maior reconhecimento pela perda de vidas a bordo do Lancastria e o reconhecimento da resistência dos sobreviventes naquele dia. Pediu a Downing Street que o local do naufrágio fosse designado uma sepultura oficial de guerra marítima. O governo britânico se recusou a fazê-lo, pois estava dentro das águas territoriais francesas e, portanto, fora da jurisdição da Lei. A campanha recebeu apoio de deputados, Lordes, eurodeputados e MSPs de todos os partidos, mas o Ministério da Defesa alegou que tal medida seria "puramente simbólica" e não teria efeito. Em 2006, 14 naufrágios adicionais afundados na Batalha da Jutlândia foram designados sepulturas de guerra; o Lancastria foi novamente omitido. Em 2007, a Associação iniciou uma segunda petição, desta vez ao Parlamento escocês, pedindo que uma medalha comemorativa especial fosse encomendada e concedida a todos aqueles que estavam a bordo do navio naquele dia. Em fevereiro de 2008, o governo escocês confirmou que apresentaria a medalha a todos aqueles que estavam a bordo do Lancastria naquele dia. A Associação Lancastria da Escócia também está arrecadando fundos para estabelecer um grande memorial às vítimas do Lancastria, que será erguido no local onde o navio foi construído em Clydebank. Em outubro de 2010, a Câmara Municipal aprovou um pedido de planejamento para que o memorial fosse erguido. Em junho de 2010, para marcar o 70º aniversário do naufrágio, cerimônias especiais e serviços de memória foram realizados em Edimburgo e St. Nazaire.

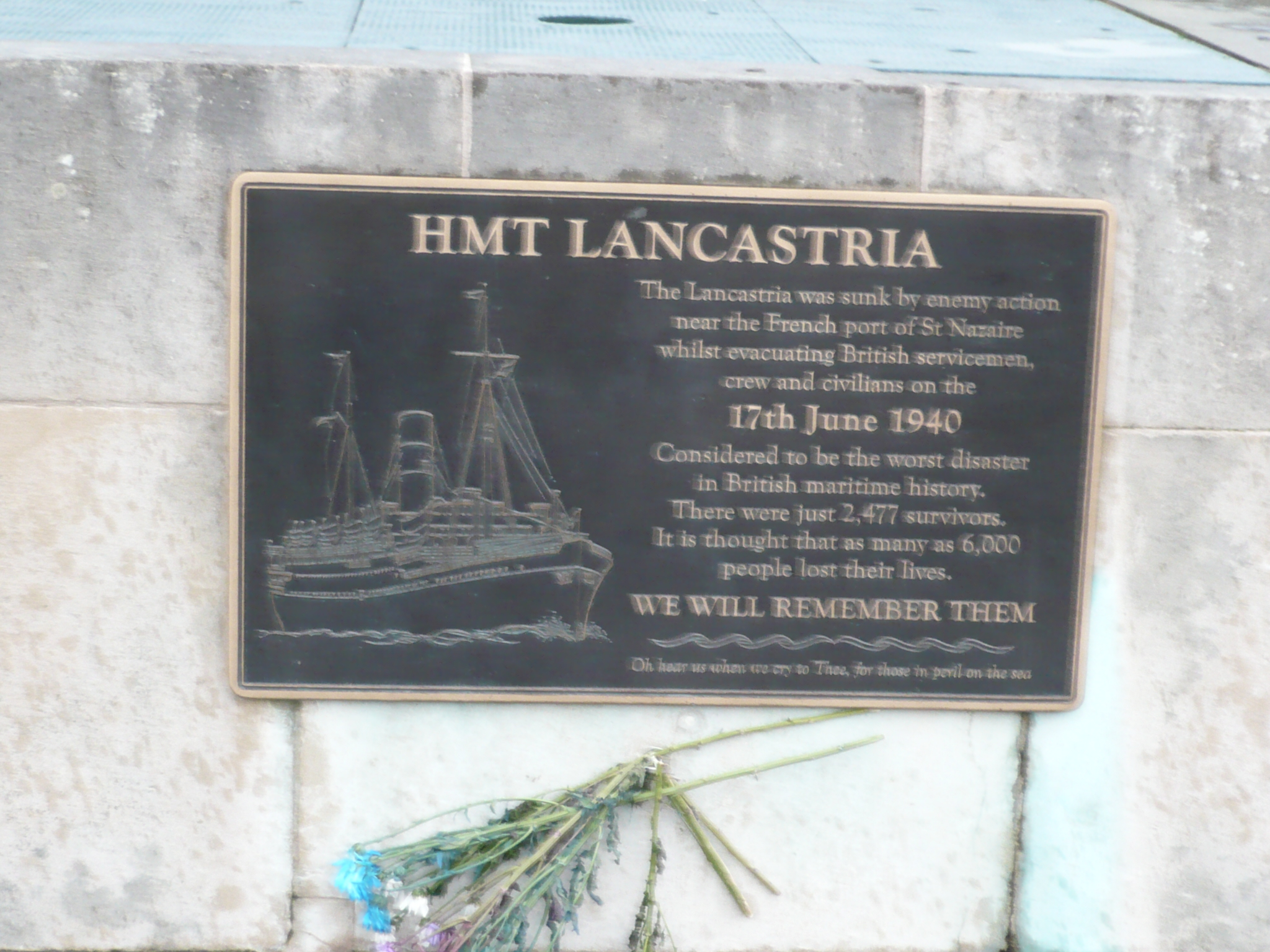
RMS/HMT Lancastria, placa comemorativa em Liverpool, inaugurada em 2013 no Pier Head

Um memorial à beira-mar em Saint-Nazaire foi inaugurado em 17 de junho de 1988, "em orgulhosa memória de mais de 4.000 que morreram e em homenagem ao povo de Saint Nazaire e distritos vizinhos que salvaram muitas vidas, cuidaram de feridos e deram um cristão enterro às vítimas".

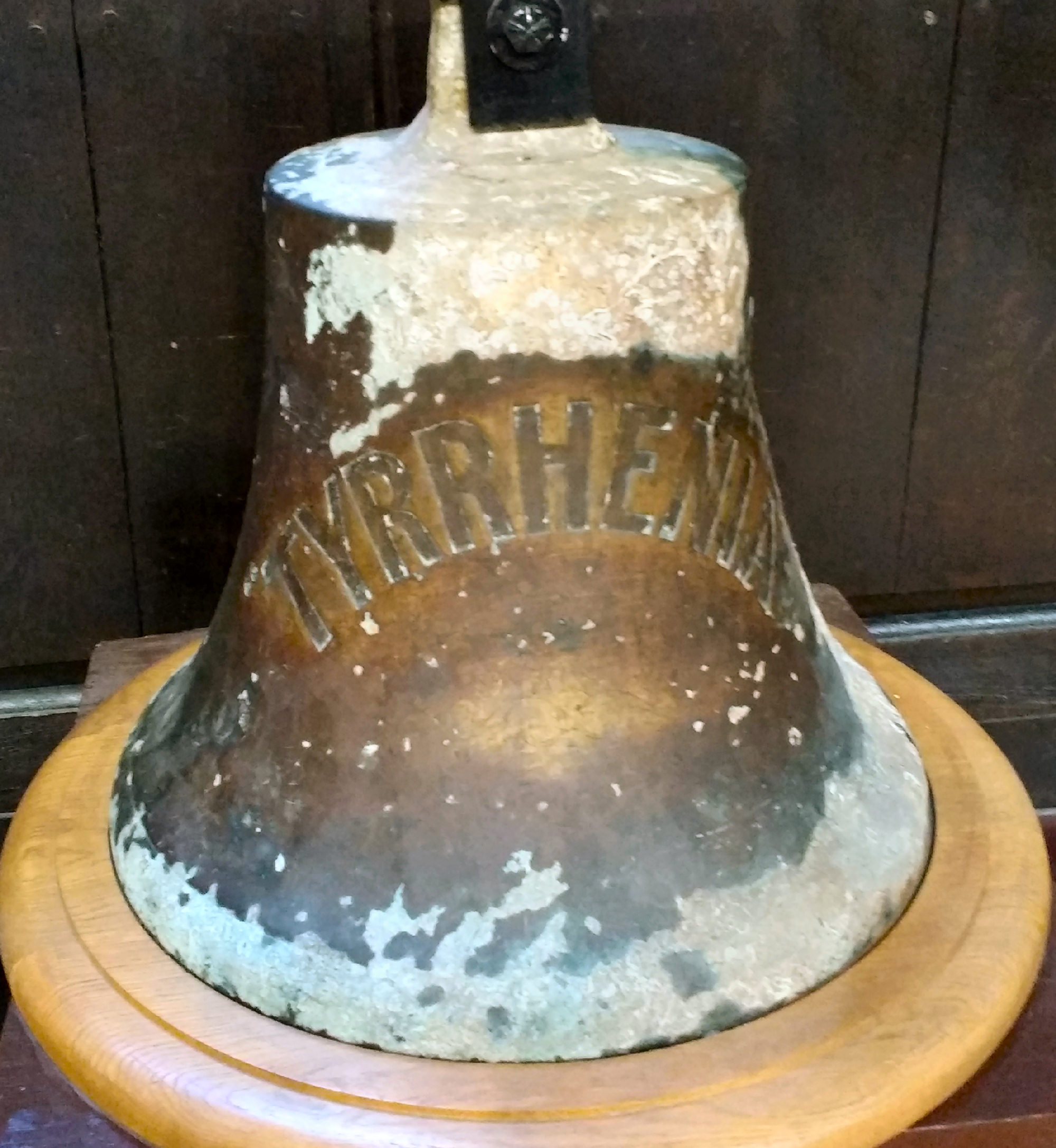
O sino de Lancastria (ainda com o nome original do navio, Tirrenia) em exibição em St Katharine Cree, Londres.

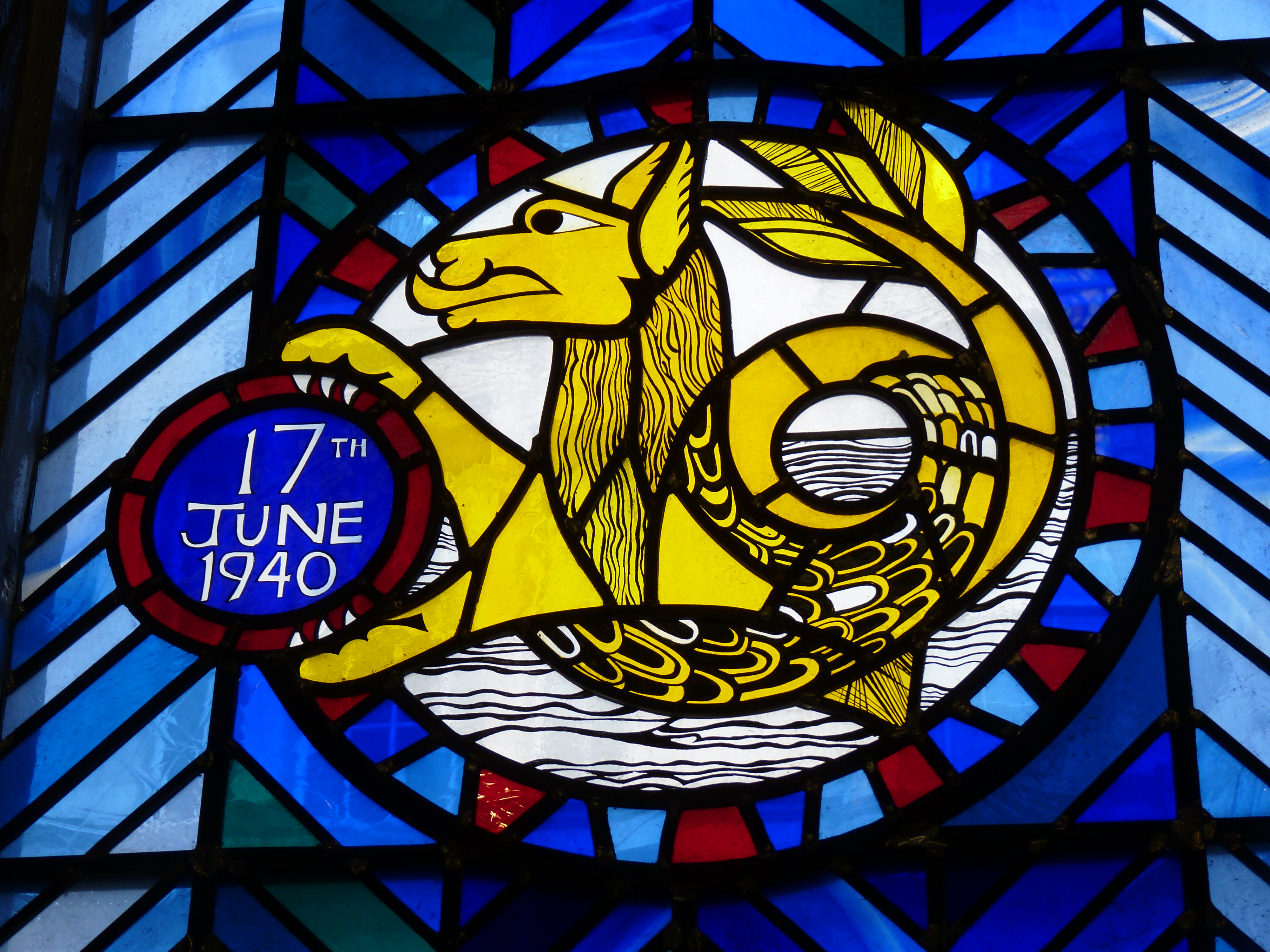
Vitral memorial na Igreja da Guilda de St Katharine Cree

O Lancastria é representado no National Memorial Arboretum em Staffordshire por um carvalho séssil e uma placa. A igreja de St Katharine Cree, na cidade de Londres, tem uma janela memorial para Lancastria . Possui também uma maquete do navio em uma caixa de vidro e o sino do navio também está na igreja. O acampamento nacional do Escotismo da Irlanda, Larch Hill, tem um memorial âncora em Lancastria, comemorando o legado da peregrinação dos Escoteiros Católicos da Irlanda em 1932.
Em outubro de 2011, a Associação Lancastria da Escócia ergueu um memorial às vítimas no local onde o navio foi construído, o antigo estaleiro Dalmuir em Clydebank, Glasgow, hoje é a sede do Golden Jubilee Hospital. Em setembro de 2013, uma placa foi descerrada no Pier Head de Liverpool pelo prefeito Gary Millar comemorando a perda total do navio. O local do naufrágio do RMS Lancastria situa-se em águas territoriais francesas, e portanto, não é elegível para proteção ao abrigo da Lei de Protecção de Restos Militares de 1986 ; no entanto, a pedido do Governo britânico, em 2006 as autoridades francesas deram ao local protecção legal como sepultura de guerra .
Após um adiamento devido à pandemia de COVID-19, um serviço comemorativo no local do naufrágio do Lancastria foi realizado na Igreja de Nossa Senhora e São Nicolau, em Liverpool, em 27 de junho de 2020.
Em 2001 foi publicado o "The Lancastria Tragedy Sinking and Cover-Up: June 1940" por Stephen Wynn, o resultado dos números é de 2.488 sobreviventes e um mínimo de 2.385 mortos (1.472 nomes na lista; CWGC registra 1.816 nomes (400 na França); identidades da Associação do Lancastria 1.738 morreram no naufrágio).